# Nagara (bubanj)
Nagara i njegovi strani i lokalni nazivi naqqāra, naqqarat, naqqarah, naqqåre, nakkare, nagora označuju vrstu bubnja rasprostranjenoga među narodima Bliskoga istoka, Indije i Azerbajdžana.

## Etimologija
Ime glazbala dolazi od arapske riječi نقارة‎ koja znači kucanje, tucanje.

## Azerbajdžanska nagara
Azerbajdžanska nagara (azerski: Nağara) naziva se prema njezinoj veličini: kos nagara, bala ili čjure nagara i kičik nagara (mala nagara), tj. veliki, srednji i mali bubanj. Nagara može biti u obliku valjka i kotla.
- Goltug nagara
- Džura nagara
- Bejuk nagara
- Goša-nagara

## Izvođenje
Nagare se sviraju jednom rukom ili dvjema rukama, a u nekim folklornim uzorcima koriste se štapići. U raznim ansamblima (uključujući i suvremeni mugam) upotrebljava se kao ritmičko glazbalo, osobito sa zurlama i balabanima. Sviranje nagare karakterizira veliku ritmičku i dinamičnu raznolikost. Nagara se često svira kao pratnja jalljiju, džangliju i drugim ritmičkim plesovima. Nagara trenutačno igra važnu ulogu u ansamblima i orkestrima narodnih glazbala.

## Vanjske poveznice
- Članak „Нагара“ na Velikoj sovjetskoj enciklopediji
- Nagara na World Music Center-u